# 罗镇 (西乡县)
罗镇，是中华人民共和国陕西省汉中市西乡县一个已撤销的乡级行政区，2015年，陕西省民政厅批复同意撤销罗镇，将其所辖行政区域划归堰口镇。